# Черемисский
 Черемисский  — поселок в Кстовском районе Нижегородской области. Входит в состав Большеельнинского сельсовета.

## География
Находится в пригородной зоне Нижнего Новгорода на расстоянии приблизительно 7 километров по прямой на юго-восток от вокзала станции Мыза, прилегает с юго-запада к деревне Черемисское.

## Население
| 2002 | 2010 |
| ---- | ---- |
| 42   | ↗45  |

Постоянное население составляло 42 человека (русские 100%) в 2002 году, 45 в 2010.